# 1923 en sport

Cet article présente les faits marquants de l'année 1923 en sport.

## Automobile
- 27 mai : première édition des 24 heures du Mans : Chenard et Walcker gagne les 24H avec les pilotes André Lagache et René Léonard.
- 30 mai : les 500 miles d'Indianapolis se court pour la première fois en mode "formule". Le pilote américain Tommy Milton s'impose sur une Miller.
- 2 juillet : dixième édition du Grand Prix de France à Strasbourg. Le pilote britannique Henry Segrave s'impose sur une Sunbeam.
- 9 septembre : troisième édition du Grand Prix d'Italie à Monza. Le pilote italien Carlo Salamano s'impose sur une Fiat.

## Baseball
- 18 avril : inauguration à New York du Yankee Stadium par le gouverneur de New York Alfred Smith.
- Les New York Yankees remportent les World Series face aux New York Giants.

## Basket-ball
- EN Arras[Qui ?] champion de France.

## Cyclisme
- Le Suisse Heiri Suter s’impose sur le Paris-Roubaix.
- Tour de France (24 juin - 22 juillet) : le Français Henri Pélissier s’impose devant l’Italien Ottavio Bottecchia et le Français Romain Bellenger.

## Football
- 11 mars : Celtic remporte la Coupe d’Écosse face à Hibernian FC, 1-0.
- Rangers champion d’Écosse.
- Liverpool FC champion d’Angleterre.
- 28 avril : Bolton Wanderers remporte la Coupe d’Angleterre face à West Ham United, 2-0. Ce match marque l'inauguration du Wembley Stadium.
- 6 mai : le Red Star remporte la Coupe de France face au FC Sète, 4-2.
- 13 mai : Athletic Bilbao remporte la Coupe d’Espagne face à l’Europa Barcelone, 1-0.
- La Royale Union Saint-Gilloise est championne de Belgique de football.
- 10 juin : Hambourg SV champion d’Allemagne.
- 22 juillet : Genoa champion d’Italie.
  - Article détaillé : 1923 en football

## Football américain
- Canton Bulldogs champion de la National Football League. Article détaillé : Saison NFL 1923.

## Football canadien
- Coupe Grey : Université Queen's 54, Roughriders de Regina 0.

## Golf
- Le Britannique Arthur Havers remporte le British Open.
- L’Américain Bobby Jones remporte l’US Open.
- L’Américain Gene Sarazen remporte le tournoi de l’USPGA.

## Hockey sur glace
- Les Sénateurs d'Ottawa remportent la Coupe Stanley 1923.
- Coupe Magnus : Chamonix sont champions de France.
- EHC Saint-Moritz est sacré champion de Suisse (titre unifié).
- 11 mars : la Suède remporte le championnat d'Europe devant la France.

## Joute nautique
- Louis Vaillé (dit lou mouton) remporte le Grand Prix de la Saint-Louis à Cette.

## Moto
- Bol d'or : le Suisse Zind gagne sur une Motosacoche.

## Omnisport
- 28 avril : inauguration à Londres du premier stade de Wembley — temple du football selon Pelé — construit en vue de l'exposition impériale britannique, qui doit se tenir l'année suivante. Wembley a, par la suite, accueilli les JO de 1948, la finale de la coupe du monde de football 1966, remportée à domicile par l'Angleterre, et de nombreuses finales de coupes d'Europe de football.

## Rugby à XV
- L’Angleterre remporte le Tournoi en signant un Grand Chelem.
- Le Stade toulousain est champion de France.
- Le Somerset champion d’Angleterre des comtés.

## Tennis
- Championnat de France :
  - Le Français François Blanchy s’impose en simple hommes.
  - La Française Suzanne Lenglen s’impose en simple femmes.
- Tournoi de Wimbledon :
  - L’Américain Bill Johnston s’impose en simple hommes.
  - La Française Suzanne Lenglen s’impose en simple femmes (6 juillet).
- Championnat des États-Unis :
  - L’Américain Bill Tilden s’impose en simple hommes.
  - L’Américaine Helen Wills s’impose en simple femmes.
- Coupe Davis : les États-Unis battent l'Australasie : 4 - 1

## Naissances
- 14 avril : Roberto de Vicenzo, golfeur argentin († 1er juin 2017).
- 27 avril : Roger Vandooren, footballeur français († 31 mars 1998).
- 1er juin : Jean Grumellon, footballeur français († 30 décembre 1991).
- 7 juin : Jean Baratte, footballeur international français († 1er juillet 1986).
- 22 juillet : Jean de Herdt, judoka français († 5 janvier 2013).
- 1er août : Jean Prat, joueur de rugby à XV français († 25 février 2005).
- 15 août : Gé van Dijk, footballeur néerlandais († 29 mai 2000).
- 1er septembre : Rocky Marciano, boxeur américain († 31 août 1969).
- 16 septembre : Tommy James, joueur américain de football américain († 7 février 2007).
- 1er octobre : Fernand Sastre, président de la Fédération française de football de 1972 à 1984 († 13 juin 1998).
- 5 octobre : Albert Gudmundsson, footballeur islandais († 7 avril 1994).
- 3 décembre : Stjepan Bobek, footballeur yougoslave († 22 août 2010).
- 19 décembre : Onofre Marimón, pilote automobile argentin de Formule 1 († 31 juillet 1954).